# ارایوال

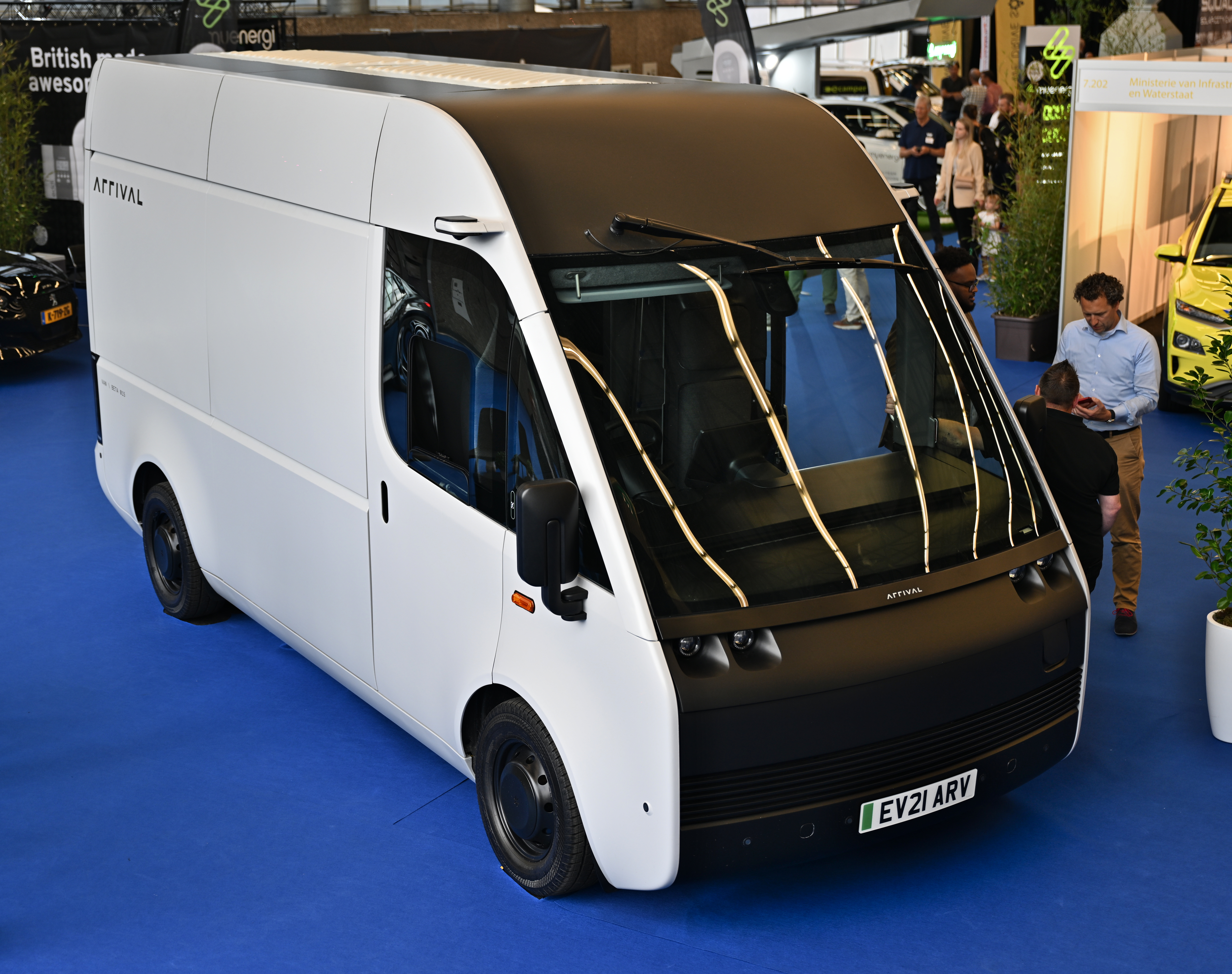
ون بتای ارایوال در نمایشگاه خودرو اروپا ۲۰۲۲

ارایوال (به انگلیسی: Arrival) یک شرکت خودروسازی بریتانیایی است، که در سال ۲۰۱۵ تأسیس شد.